# تایپکیت
تایپکیت (به انگلیسی: Typekit) سرویسی است که از طریق مشترک شدن به طراحان و توسعه‌دهندگان نرم‌افزار اجازه می‌دهد در کار حرفه‌ای خود به مجموعه‌ای از فونت‌های با کیفیت بالا دسترسی داشته باشند. فونت‌ها می‌توانند در وب سایت‌های مشترکان یا برنامه‌های کاربردی در کامپیوتر ایشان استفاده شوند.

## ویژگی‌ها
کتابخانه فونت تایپکیت از ماه اوت سال ۲۰۱۵ شامل بیش از ۱۱۰۰ نوع قلم متفاوت حروفچینی است. فونت‌های ارائه شده به عنوان بخشی مستقل از خدمات نرم‌افزار ادوبی کریتیو کلود در دسترس است.
این سرویس با استفاده از خاصیت @font-face CSS و جاوا اسکریپت ارائه می‌شود.
تایپکیت به عنوان «انقلابی» برای وعده خود مبنی بر غنای تایپوگرافی وب سایت‌ها و تبدیل فونت آن‌ها در حد مشابه صنعت چاپ مورد ستایش قرار گرفته است.

## تاریخچه
تایپکیت در سپتامبر ۲۰۰۹ توسط شرکت اسمال بچ راه اندازی شد که توسط سازندگان سرویس گوگل آنالیتیکس اداره می‌شود. در اکتبر ۲۰۱۱ نرم‌افزاری ادوبی این سرویس را تصاحب کرد.